# Sporisorium indehiscens
Sporisorium indehiscens är en svampart som först beskrevs av L. Ling, och fick sitt nu gällande namn av Vánky 1994. Sporisorium indehiscens ingår i släktet Sporisorium och familjen Ustilaginaceae.   Inga underarter finns listade i Catalogue of Life.